# Berberis himalaica
Berberis himalaica är en berberisväxtart som beskrevs av Ahrendt. Berberis himalaica ingår i släktet berberisar, och familjen berberisväxter. Inga underarter finns listade i Catalogue of Life.